# Sonny Red
Sylvester Kyner Jr, más conocido como Sonny Red (Detroit, 17 de diciembre de 1932-ibídem 20 de marzo de 1981), fue un saxofonista alto asociado con el lenguaje musical del hard bop. Tuvo cierto éxito en la década de 1960, pero había caído en el olvido en la década de 1970.

## Trayectoria
Sonny Red tocó con Art Blakey, Curtis Fuller, Paul Quinichette, Donald Byrd, Grant Green, Blue Mitchell, Wynton Kelly, Billy Higgins y Cedar Walton. Sonny Red hizo dos álbumes como líder en 1961, ambos fueron publicados en Jazzland Records, una subsidiaria de Riverside Records, y han estado mucho tiempo descatalogados. Fantasy Records después ha combinado estos dos LP, "The Mode" y "Images" en un solo CD. Ambos discos tienen su lado melódico así como líneas de bop que pueden recordar a quienes no estén familiarizados con Sonny Red a Jackie McLean, más que a Paul Desmond, con quien Red no tiene ningún parecido. Red toca dentro del estilo bop de Blue Note de los años 50 y 60, muy influenciado por Art Pepper con quien hizo un álbum en 1957, pero sin alcanzar su expresividad y lirismo.
Sus colaboradores más habituales en sus grabaciones como líder fueron Grant Green, guitarra, Barry Haris, piano, George Tucker, bajo, Jimmy Cobb, batería, Cedar Walton, piano y Blue Mitchell, trompeta.

## Discografía

### Como líder
- 1957: Two Altos (Regent) - coliderado con Art Pepper
- 1959-60:  Out of the Blue (Blue Note)
- 1961: Breezing (Jazzland)
- 1961: A Story Tale (Jazzland) - con Clifford Jordan
- 1961: The Mode (Jazzland) - con Grant Green y Barry Harris
- 1962: Images (Jazzland) - con Grant Green y Barry Harris
- 1971:  Sonny Red (Mainstream)

### Como músico de sesión
Con Donald Byrd
- Mustang! (Blue Note, 1967)
- Blackjack (Blue Note, 1968)
- Slow Drag (Blue Note, 1968)
- The Creeper (Blue Note, 1967 [1981])

Con Curtis Fuller
- New Trombone (Prestige, 1957)
- Curtis Fuller with Red Garland (New Jazz, 1957)
- Jazz ...It's Magic! (Regent, 1957)

Con Bill Hardman
- Saying Something (Savoy, 1961)

Con Yusef Lateef
- The Blue Yusef Lateef (Atlantic, 1968)

Con Pony Poindexter
- Pony Express (Epic, 1962)

Con Paul Quinichette
- On the Sunny Side (Prestige, 1957)

Con Bobby Timmons
- Live at the Connecticut Jazz Party (Early Bird Records, 1964)

Con Frank Wess
- Jazz Is Busting Out All Over (Savoy, 1957)